# Нахаль-Оз
Нахаль-Оз (івр. נחל עוז, נַחַל עֹז, נַחַ׳׳ל עֹז) — кібуц у Південному окрузі Ізраїлю. Розташований у північно-західній частині пустелі Негев, неподалік від кордону з Сектором Гази та поблизу міст Сдерот і Нетівот. Підпорядковується регіональній раді Шаар-га-Негев. У 2021 році тут проживала 471 особа.
Кібуц був заснований у 1951 році як перше в країні поселення Нахаль. Спочатку його називали Нахлаїм Мул Аза (івр. נחלאים מול עזה, буквально „Нахал солдати навпроти Гази“). У 1953 році Нахаль-Оз став цивільною громадою.
У кібуці вирощують моркву, бавовну та пшеницю, а також працює молокозавод із 600 корів. Попередні джерела доходу включали металургійний завод, який виробляв тріскачки промислового розміру, і високотехнологічну фірму OzVision, яка підключає камери безпеки до Інтернету. У лютому 2023 року команда з Національного комітету з інфраструктури Ізраїлю прибула, щоб оглянути територію в рамках підготовки до будівництва майдану сонячних панелей площею 1720 гектарів (4250 акрів) уздовж кордону.